# Wanna Be Free
Wanna Be Free, pubblicato il 18 aprile 2014, è il singolo per l'estate 2014 della cantante brasiliana Regina e del disc jockey e produttore brasiliano Rafael Lelis. È stato prodotto dall'etichetta discografica tedesca Dmn Records.

## Remix
Dello stesso singolo sono stati realizzati diversi remix da Prevale e Randy Norton contenuti in Wanna Be Free (Italian Remixes) e da Ranny, Edson Pride, Fernando Malli, Guto Rodrigues e Altar contenuti in Wanna Be Free (Brazilian Remixes).

## Tracce

### Original Mix
1. Wanna Be Free (Party Time Radio Edit) (Regina, Rafael Lelis)
2. Wanna Be Free (Club Anthem Radio Edit) (Regina, Rafael Lelis)
3. Wanna Be Free (Club Anthem Mix) (Regina, Rafael Lelis)
4. Wanna Be Free (Club Anthem Dub) (Regina, Rafael Lelis)

### Italian Remixes
1. Wanna Be Free (Prevale Remix) Edit (Prevale, Regina, Rafael Lelis)
2. Wanna Be Free (Prevale Remix) Extended (Prevale, Regina, Rafael Lelis)
3. Wanna Be Free (Randy Norton House Edit) (Randy Norton, Regina, Rafael Lelis)
4. Wanna Be Free (Randy Norton House Remix) (Randy Norton, Regina, Rafael Lelis)
5. Wanna Be Free (Randy Norton Electro Purple Edit) (Randy Norton, Regina, Rafael Lelis)
6. Wanna Be Free (Randy Norton Electro Purple Remix) (Randy Norton, Regina, Rafael Lelis)

### Brazilian Remixes
1. Wanna Be Free (Ranny's Peak Hour Edit) (Ranny, Regina, Rafael Lelis)
2. Wanna Be Free (Ranny's Peak Hour Remix) (Ranny, Regina, Rafael Lelis)
3. Wanna Be Free (Edson Pride Remix) (Edson Pride, Regina, Rafael Lelis)
4. Wanna Be Free (Fernando Malli Remix) (Fernando Malli, Regina, Rafael Lelis)
5. Wanna Be Free (Guto Rodrigues Remix) (Guto Rodrigues, Regina, Rafael Lelis)
6. Wanna Be Free (Altar Remix) (Altar, Regina, Rafael Lelis)